# 甘敦 (伊利諾伊州)
甘敦（英語：Ganntown）是位於美國伊利諾伊州約翰遜縣的一個村落。

## 地理
甘敦的座標為37°21′48″N 88°47′03″W / 37.36333°N 88.78417°W，而該地最高點為海拔高度167米（即548英尺）。

## 人口
根據2010年美國人口普查的數據，甘敦的面積為5.00平方千米，當中陸地面積為5.00平方千米，而水域面積為5.00平方千米。當地共有人口500人，而人口密度為每平方千米100人。